# Concurso Internacional de Canto Bidu Sayão
O Concurso Internacional de Canto Bidu Sayão é uma competição de canto realizada na cidade de Belo Horizonte, no Brasil. Leva o nome de uma famosa cantora de ópera, Bidu Sayão. É uma competição de jovens cantores e como tal tem uma restrição de idade, atualmente aberto para cantores de qualquer nacionalidade. A competição é dividida entre os participantes do sexo masculino e feminino e é a mais importante competição vocal na América Latina.
A competição tem um júri internacional composto por maestros, diretores artísticos de Ópera e musicólogos. O concurso foi criado em 1999 pelo Sr. Cleber Papa, produtor da ópera e do seu Presidente.